# Hodinový manžel (film)
Hodinový manžel je český film z roku 2014, jde o prvotinu divadelního režiséra Tomáše Svobody. Pojednává o čtyřech kamarádech, kteří začnou podnikat jako hodinoví manželé.

## Obsazení
| David Novotný    | Honza                 |
| Bolek Polívka    | Milan                 |
| David Matásek    | Jakub                 |
| Lukáš Latinák    | Kryštof               |
| Eva Holubová     | lékařka Eliška        |
| Lenka Vlasáková  | Marta                 |
| Nina Divíšková   | Judita Junková        |
| Zuzana Norisová  | Petra, manželka Honzy |
| Jitka Čvančarová | Kristýna              |
| Simona Babčáková | Alena                 |

## Recenze
- Mirka Spáčilová, iDNES.cz
- František Fuka, FFFilm
- Rimsy, MovieZone